# حفیر التحتا
حفیر التحتا (به عربی: حفير التحتا) یک روستا در سوریه است که در منطقه دوما واقع شده‌است.
 حفیر التحتا  ۳٬۶۸۸ نفر جمعیت دارد.